# Mary Harper (Schauspielerin)
Mary Harper (* 20. Februar 1965 in Paducah, Kentucky; † 13. August 2011 in Berlin) war eine US-amerikanische Schauspielerin.

## Leben und Karriere
Bis zum Abitur besuchte sie Schulen in Wien, Zürich, Oldenburg, Aachen und Bielefeld, anschließend studierte sie in New York bei F. Murray Abraham und in Wien bei Susi Nicoletti Schauspiel. Später spielte sie zahlreiche Rollen in USA und Europa für Theater, Film und Fernsehen. 2010/11 war sie an der Hochschule für Musik, Theater und Medien Hannover als Lehrbeauftragte für Gesang verpflichtet. In Berlin war sie ebenfalls als Gesangsdozentin tätig.
Mary Harper starb am 13. August 2011 bei einem Unfall in Berlin.

## Filmografie (Auswahl)
- Days of our Lives
- Irgendwo in Austria
- 1984: Nur der Tod ist umsonst (The River Rat)

## Auszeichnungen
- Für eine Rolle in Noël Cowards musical „Hay Fever“ erhielt sie die Auszeichnung „best supporting actress“.
- Sie wurde 1995  mit dem Roswitha-Ring der Gandersheimer Domfestspiele ausgezeichnet.[1]